# 仙市陳家祠
仙市陳家祠位於四川省自貢市沿灘區，文物遺址年代判定為清。2012年7月16日公佈為第八批四川省文物保護單位。

## 簡介[2]
仙市陳家祠位於四川省自貢市沿灘區仙市古鎮新河街6號，坐東北向西南，是一處清代祠堂建築，由嶺南學士富順知縣陳長輔率族人于清代同治元年（1862）修建，供族人從事祭祀活動和商議族中大事。整體建築呈四合院佈局，系硬山穿斗式建築，沿中軸線依次分佈進廳、中廳、正廳三部份，南北進深40.2公尺，東西面闊五間，五開間19.2公尺。整個建築擁有大量石雕、木雕，反映了清代川南地區民間祠堂建築的風格。特別是中廳的山牆由順水人字形與弧形結合，結合處立有兩柱（柱頂仿歐洲高直式屋頂、柱身仿歐洲巴洛克式卷草狀中國式白菜紋樣），更體現中西文化在川南丘陵地區的靈活巧妙融合，具有重要的研究價值。第三次全國文物普查新發現。